# Laboratório de Estudos do Romance

O Laboratório de Estudos do Romance (LERo) é vinculado à Faculdade de Filosofia, Letras e Ciências Humanas da Universidade de São Paulo. O LERo reúne docentes e pesquisadores em Ciências Humanas, especialmente no âmbito da Literatura, Crítica Literária, Literatura Comparada, História e disciplinas afins.

## História
O LERo foi criado em 2010 e é coordenado pelos professores Sandra Guardini Teixeira Vasconcelos e Jorge de Almeida.

## Eventos
O LERo costumava oferecer a atividade semanal Hora do Romance, que buscava apresentar ao público romances de diferentes tradições. Além disso, desde 2015 o LERo oferece Oficinas abertas ao público sobre diversos temas ligados aos estudos literários.
Dentre os eventos realizados pelo LERo ao longo dos anos encontram-se:
- IV Semana do Romance Gótico (2024)
- Wilde Talks: Celebrando 170 anos de Oscar Wilde (2024)
- Literatura e Democracia nas Américas (2024)
- Charles Dickens 210 (2022)
- III Semana do Romance Gótico (2022)
- 2ª Conferência de Ficção Científica, Utopias e Distopias (2022)
- Through the Looking-Glass, 150 anos (2021)
- 200 anos de Flaubert (2021)
- Middlemarch 150 (2021)
- O romance americano dos anos 1920 (2021)
- Morrison 90 (2021)
- 1ª Conferência de Ficção Científica, Utopias e Distopias (2021)
- II Semana do Romance Gótico (2020)
- Dickens 150 (2020)
- Bicentenário Anne Brontë (2020)
- I Semana do Romance Gótico (2019)
- UGPN Surrey-USP Seminar (2018)